# Sven Theißen
Sven Theißen (* 24. Oktober 1988 in Duisburg) ist ein ehemaliger deutscher Fußballspieler.

## Karriere
Theißen, Kapitän der in der NRW-Liga spielenden zweiten Mannschaft des MSV Duisburg, stand ab Juli 2009 im Profikader des MSV und gab sein Debüt in der 2. Bundesliga am 22. November 2009, als er in der Zweitligapartie gegen die SpVgg Greuther Fürth in der 92. Minute für Änis Ben-Hatira eingewechselt wurde. In den drei folgenden Ligaspielen wurde er von Trainer Milan Šašić ebenfalls jeweils in der Nachspielzeit eingewechselt. Insgesamt kam er in der Saison 2009/10 auf sechs Einsätze, in der darauf folgenden Spielzeit wurde er allerdings nicht mehr berücksichtigt und sein Vertrag wurde im Sommer 2011 nicht mehr verlängert. Im Anschluss an das Pokalfinale wurde Theißen vor dem heimischen Publikum offiziell verabschiedet. 
In der Saison 2011/12 spielte Theißen für den Regionalligaaufsteiger SC Fortuna Köln. Nach einem Jahr und 14 Spielen verließ er die Fortuna in Richtung Lübeck. Beim VfB Lübeck erhielt Theißen einen Vertrag über zwei Jahre bis zum 30. Juni 2014. Während der Saison 2012/13 musste der VfB Lübeck Insolvenz anmelden und stand damit als Absteiger in die Schleswig-Holstein-Liga fest. Theißen blieb in Lübeck und schaffte mit dem Verein 2014 als Meister den direkten Wiederaufstieg in die Regionalliga. Nach der folgenden Regionalligasaison beendete er seine Karriere als Spieler und arbeitet in Vollzeit auf der Geschäftsstelle des VfB Lübeck. Dort übernimmt er Marketing- und Teammanageraufgaben.